# The Line
The Line é uma série de televisão canadiana, criada por George F. Walker e Dani Romain, e co-produzida pela produtora portuguesa beActive. A série conta no elenco com a Linda Hamilton (Terminator) e foi transmitida originalmente pela Movie Central e The Movie Network, a 16 de Março de 2009. No Brasil a série começou a ser transmitida no canal Globosat HD a partir de 14 de fevereiro de 2011. Em Portugal a série começou a ser emitida pelo canal MOV, em Maio de 2011. A série teve cinco nomeações para os prémios canadianos Gemini.

## Enredo
A série mostra um submundo explosivo movido a doses intensas de emoção, suspense e humor mordaz, protagonizado por Max (Ron White) e Donny (Daniel Kash), dois polícias com tanta ambiguidade moral quanto os criminosos que perseguem. É uma história complexa, que se desenrola em torno de um grupo de 32 personagens de incontestável humanidade, que se envolvem num mundo cada vez mais desorganizado.

## Personagens
- Max (Ron White) - um polícia subversivo, com segundas intenções. Duro e experiente. Abalado pelo casamento em ruínas.
- Donny (Daniel Kash) - Um pouco perturbado. Geralmente muito optimista. Um homem com gostos estranhos e variados.
- Carlos (Clé Bennett) - Traficante com transtorno de ansiedade. Preso entre dois inimigos em guerra.
- Lucie (Sarah Manninen) - Ex-viciada. Esposa do traficante. Mãe solteira. Luta para melhorar a sua situação.
- Giles (Dwain Murphy)
- Karen (Yanna McIntosh)
- Jayne (Sharon Lawrence) - Advogada humanitária. Stressada com as exigências do trabalho.
- Pam (Tasha Lawrence) - Uma mistura explosiva de fragilidade e bravura.   Amargurada pela decepção. Sempre no limite.
- Hermie (Milton Barnes)
- Philippe (Shawn Singleton)
- Andre (Wes Williams)
- Eddie (Von Flores)
- Joe (Brandon McGibbon)
- Cecil (Alison Sealy-Smith)
- Andy (Chris Owens)
- Carol (Linda Hamilton) - Uma vigarista sedutora. Sempre em fuga de homens muito perigosos.
- Patrick (Ed Asner)
- Sal (Conrad Pla)
- Leon (Patrick Gallagher)
- Currie (Eugene Clark)